# Westliche Hainleite - Wöbelsburg
Westliche Hainleite - Wöbelsburg este o arie protejată (arie specială de conservare — SAC, sit de importanță comunitară — SCI, arie de protecție specială avifaunistică — SPA) din Germania întinsă pe o suprafață de 1.170 ha, integral pe uscat.

## Localizare
Centrul sitului Westliche Hainleite - Wöbelsburg este situat la coordonatele 51°24′14″N 10°39′50″E / 51.4039°N 10.6639°E.

## Înființare
Situl Westliche Hainleite - Wöbelsburg a fost declarat sit de importanță comunitară în septembrie 2000 pentru a proteja 20 de specii de animale. Alte tipuri de protecție:
- arie de protecție specială avifaunistică (în mai 2007)[2]
- arie specială de conservare (în iulie 2008)[1][3][4]

## Biodiversitate
Situată în ecoregiunea continentală, aria protejată conține 10 habitate naturale: Pajiști carstice calcaroase sau bazofile, de Alysso-Sedion albi, Pajiști uscate seminaturale și facies de acoperire cu tufișuri pe substraturi calcaroase (Festuco-Brometalia) (* situri importante pentru orhidee), Fânețe de joasă altitudine (Alopecurus pratensis, Sanguisorba officinalis), Izvoare petrifiante cu formare de travertin (Cratoneurion), Pante stâncoase calcaroase cu vegetație casmofită, Păduri de fag Asperulo-Fagetum, Păduri de fag din Europa Centrală dezvoltate pe sol calcaros cu Cephalanthero-Fagion, Păduri de stejar și carpen Galio-Carpinetum, Păduri pe pante, grohotișuri și ravene de Tilio-Acerion, Păduri aluvionare cu Alnus glutinosa și Fraxinus excelsior (Alno-Padion, Alnion incanae, Salicion albae).
La baza desemnării sitului se află mai multe specii protejate:
- păsări (15): prepeliță (Coturnix coturnix), ciocănitoarea de stejar (Dendrocopos medius), ciocănitoare neagră (Dryocopus martius), șoimul rândunelelor (Falco subbuteo), muscar (Ficedula parva), Gallinula chloropus chloropus, capîntortură (Jynx torquilla), sfrâncioc roșiatic (Lanius collurio), sfrâncioc mare (Lanius excubitor excubitor), presură sură (Miliaria calandra), gaia roșie (Milvus milvus), viespar (Pernis apivorus), ciocănitoare verzuie (Picus canus), mărăcinar (Saxicola rubetra), mărăcinar negru (Saxicola torquatus)
- amfibieni (1): triton cu creastă (Triturus cristatus)
- mamifere (3): liliac cârn (Barbastella barbastellus), liliac cu urechi mari (Myotis bechsteinii), liliac comun (Myotis myotis)
- nevertebrate (1): fluturele auriu (Euphydryas aurinia)

Pe lângă speciile protejate, pe teritoriul sitului au mai fost identificate 28 de specii de plante, 1 specie de păsări, 4 specii de amfibieni, 6 specii de mamifere, 53 de specii de nevertebrate, 1 specie de reptile.